# Lopharthrum comprimens
Lopharthrum comprimens là một loài bướm đêm trong họ Noctuidae.